# Reaktorsicherheit
Sicherheit von Kernkraftwerken soll Mensch und Umwelt vor den schädlichen Auswirkungen ionisierender Strahlung schützen, die von Anlagen zur nuklearen Energieerzeugung ausgehen. Sie ist entscheidend wichtig bei Auslegung, Genehmigung, Bau und Betrieb der Anlagen. Insbesondere muss die Freisetzung gefährlicher radioaktiver Stoffe verhindert werden, Unfälle müssen vermieden und Auswirkungen trotzdem eintretender Unfälle auf die Anlage selber beschränkt sein.
Daraus ergeben sich drei zentrale technische Aufgaben (Schutzziele):
- Kontrolle der Reaktivität, siehe Reaktivitätsstörfall, z. B. Nuklearkatastrophe von Tschernobyl
- Kühlung des Reaktorkerns, siehe Kühlmittelverluststörfall, Nachzerfallswärme, Kernschmelze, z. B. Nuklearkatastrophe von Fukushima
- Sicherer Einschluss des radioaktiven Materials.

Die Reaktorsicherheitsforschung beschäftigt sich damit, wie diese Aufgaben erfüllt werden können und wie eine Anlage gegen Bedrohungen dieser Schutzziele (z. B. Naturkatastrophen, menschliche Fehler, technisches Versagen, Terrorismus) geschützt werden kann. Die Reaktorsicherheit wird von den Herstellern, Aufsichtsbehörden und Kraftwerksbetreibern ständig untersucht und weiterentwickelt. Üblicherweise werden durch die Behörden Sicherheitsauflagen erteilt, deren Einhaltung die Hersteller und Betreiber nachweisen müssen.
Die konkreten Schutzmaßnahmen hängen wesentlich ab von der eingesetzten Technologie (z. B. Leichtwasserreaktor, Hochtemperaturreaktor, Brutreaktor), vom geographischen Standort und von der nationalen Gesetzgebung. Man unterscheidet zwischen organisatorischen, baulichen und technischen sowie zwischen aktiven und passiven Schutzmaßnahmen und -systemen. Grundlegende Konzepte sind unter anderem die konservative und redundante Auslegung, Tiefensicherheit (Defense-in-Depth) sowie probabilistische und deterministische Sicherheitsanalyse.
Ob an Auslegung, Bau, Betrieb und Kontrolle ausreichende Maßstäbe angelegt werden und überhaupt angelegt werden können, ist insbesondere im deutschsprachigen Raum seit Jahrzehnten Gegenstand intensiver öffentlicher wie wissenschaftlicher Auseinandersetzungen. Nicht zuletzt hat sich anhand mehrerer schwerer Unfälle gezeigt, dass eine einhundertprozentige Sicherheit nicht erreichbar ist, es verbleibt – wie bei allen Technologien – ein Restrisiko. In Deutschland berät die Reaktor-Sicherheitskommission (RSK) zu dem Thema.

## Grundlegendes
Fast alle kommerziell betriebenen Kernkraftwerke sind Leichtwasserreaktoren. Sie setzen auf kleinstem Raum sehr hohe Leistungen frei (Leistungsdichte bis zu 100 MW/m³) und arbeiten unter hoher Betriebstemperatur und hohem Betriebsdruck. Diese Merkmale bringen hohe Risiken mit sich. Schwerwasserreaktoren haben hingegen eine vergleichsweise geringere Leistungsdichte, haben aber wirtschaftliche Nachteile, vor allem aufgrund der hohen Kosten schweren Wassers.
Im Reaktorkern eines Druckwasserreaktors wird Wasser typischerweise bei einem Druck von etwa 150 bar auf etwa 320 Grad Celsius erhitzt. In einem großen Kernreaktor befinden sich 80–150 Tonnen radioaktiver Kernbrennstoffe, die einschließlich ihrer Spaltprodukte nur in kleinsten Mengen entweichen dürfen. Zudem haben fast alle Kernkraftwerke Abklingbecken, in denen oft noch größere Mengen radioaktiven Materials – meist abgebrannte Brennelemente – lagern. Auch ein Versagen der Kühlung der Abklingbecken kann zum Austritt von radioaktiven Stoffen führen.
Als sehr sicher galt viele Jahre der Kugelhaufenreaktor. Sein geistiger Vater war Farrington Daniels; Rudolf Schulten war 1957–1964 für Planung und Bau des Versuchskernkraftwerk AVR (elektrische Nettoleistung 13 MW) in Jülich verantwortlich. Im Jahr 2000 räumten die Betreiber ein, dass die beta-Kontamination (Strontium-90) des AVR-Reaktors die höchste aller Reaktoren und Nuklearanlagen weltweit ist und zudem in der ungünstigsten Form – nämlich in Bruchstücken oder im Abrieb der Graphitkugeln staubgebunden – vorliegt. Auch ein größerer Reaktor, der THTR Hamm-Uentrop – schon ab 1967 geplant und 1987 in Betrieb genommen – wurde gut zwei Jahre später stillgelegt. Schulten und andere Befürworter betonten immer wieder die angeblich inhärente Sicherheit dieses Reaktortyps, die nicht durch aktive Maßnahmen bzw. Techniken „produziert“ werden müsse. Offenbar ignorierten oder verkannten sie zwei ernste Probleme dieses Reaktortyps:
- die Kugelbrennelemente sind brennbar (Entzündungstemperatur etwa 650 °C); ein Unfall mit Luftzutritt in den Reaktor hätte einen Graphitbrand mit hoher Radioaktivitätsfreisetzung zur Folge gehabt.[9][10]
- Leckagen des Dampferzeugers mit Wasser- und/oder Dampfzutritt in den Kern führen zu chemischen Reaktionen mit Graphit, bei denen brennbare und explosive Gase (Wasserstoff und Kohlenmonoxid) entstehen. Außerdem kann es zum Anstieg der Reaktivität kommen.

Dennoch nahmen 2021 zwei vollwertige Kugelhaufenreaktoren mit je 100 MW Leistung in China den Betrieb auf.

## Anforderungen
Der Auslegungsstörfall wird als „größter anzunehmender Unfall“ (GAU) bezeichnet. Wenn dieser GAU beherrscht wird, so meinte man früher, könne man auch alle anderen Störfälle sicher beherrschen. Heute weiß man, dass das keineswegs immer so ist. An Stelle des einen (1) Auslegungsstörfalles ist ein ganzes Spektrum von Auslegungsstörfällen getreten, deren Beherrschung einzeln nachgewiesen werden muss. In Deutschland sind die Anforderungen in den so genannten Sicherheitskriterien und Störfall-Leitlinien detailliert geregelt. Diese legen fest, dass die Beherrschung stets auch dann gewährleistet sein muss, wenn ein Gerät durch einen zusätzlichen, vom auslösenden Störereignis unabhängigen (technischen oder menschlichen) Fehler funktionsunfähig sein sollte (Einzelfehlerkriterium) und wenn ein zweites Teil-Gerät gerade in Reparatur sein sollte (Reparaturkriterium). Diese beiden Kriterien stellen eine Präzisierung des Redundanzprinzips dar, demzufolge stets mehr Einrichtungen zur Störfallbeherrschung vorhanden sein müssen als eigentlich benötigt werden. Außerdem müssen die Störfallbeherrschungseinrichtungen von den Betriebseinrichtungen getrennt und untereinander entmascht sein, d. h. sie müssen voneinander unabhängig (ohne gemeinsame Komponenten) und räumlich oder baulich getrennt angeordnet sowie diversitär ausgeführt sein, um Ausfälle aufgrund gleicher Ursache zu vermeiden. Zusammen mit anderen Anforderungen, wie dem Fail Safe Prinzip (ein Fehler wirkt sich möglichst in die sichere Richtung aus) und Automatisierung (Vermeiden von Personalhandlungen unter Zeitdruck), wird insgesamt ein hohes Maß an Zuverlässigkeit der Störfallbeherrschung angestrebt.
Die Nuklearkatastrophe von Fukushima (ab März 2011) war in vielen Ländern Anlass, die Risiken neu bzw. unvoreingenommener als zuvor zu betrachten und zu bewerten. Die EU erstellte eine umfangreiche Studie, die als „Stresstest“ bekannt wurde (siehe unten).

## Theoretische Grundlagen

### Schutzziele
Grundlegendes Schutzziel für jedes Kernkraftwerk ist der Schutz von Mensch und Umwelt vor den schädlichen Auswirkungen ionisierender Strahlung. Dessen Erreichung kann man mit den folgenden vier Unterzielen anstreben:
- Solange die erste Barriere (Kristallgitter des Brennstoffs) erhalten bleibt, wird der weit überwiegende Teil der Radioaktivität sicher zurückgehalten. Durch das Vorhandensein der anderen Barrieren bedeutet eine Zerstörung des Kristallgitters noch nicht automatisch die Freisetzung großer Radioaktivitätsmengen.
- Eine Zerstörung des Kristallgitters in größerem Umfang ist technisch nur durch Schmelzen des Reaktorkerns (oder eines erheblichen Teils davon) möglich. Daraus ergibt sich das zweite Schutzziel: Kühlung der Brennelemente.
- Da die sicherheitstechnischen Kühlsysteme nur für die Abfuhr der Nachzerfallswärme (und nicht für den Leistungsbetrieb) ausgelegt sind, muss der Reaktor immer sicher abschaltbar sein. Drittes Schutzziel: Kontrolle der Reaktivität durch Unterbrechung der Kettenreaktion.
- Falls die Abschaltungsmöglichkeit des Reaktors doch ausfällt, muss sichergestellt sein, dass die Kettenreaktion nicht unkontrolliert eskaliert. Dies wird durch „negative Reaktivitätskoeffizienten“ gewährleistet. Ein negativer Temperaturkoeffizient der Reaktivität (Dopplerkoeffizient) bewirkt z. B., dass bei Erwärmung des spaltbaren Materials dessen Reaktivität automatisch sinkt. Ein negativer Dopplerkoeffizient kann durch die Reaktorkonstruktion sowie durch die Gestaltung der Brennelemente erreicht werden. Die EURATOM-Verträge legen fest, dass in den Vertragsstaaten nur Kernreaktoren mit negativem Dopplerkoeffizienten zum Betrieb zugelassen werden dürfen.

Werden diese vier Ziele ständig erreicht, sind große radiologische Unfälle nicht möglich. Bei ihrer Verletzung ist ein solcher nicht mehr zuverlässig ausschließbar.

### Methodik
Das Risiko von Kernkraftwerken besteht im Wesentlichen darin, dass durch kleinere oder größere Störfälle beziehungsweise Unfälle radioaktive Stoffe in die Umgebung austreten können. Die Radioaktivitätsfreisetzung im Normalbetrieb ist so klein, dass ihr Anteil im Vergleich zur natürlichen Strahlenbelastung (im Wesentlichen kosmische Strahlung und terrestrische Strahlung) vernachlässigbar ist und sich darauf zurückzuführende gesundheitliche Schäden nach heutigem Wissensstand nicht beobachten oder im Falle der Wiederaufbereitungsanlagen nicht erklären ließen. Im Folgenden wird daher nur auf die Störfallsicherheit von Kernkraftwerken eingegangen.
Beim Betrachten von Un- und Störfällen bzw. bei der Ursachenanalyse geht man von der Annahme aus, dass ein gravierendes Versagen von technischen Einrichtungen nicht zufällig eintritt, sondern aufgrund einer Kette (oder mehrerer Ketten) von Ursachen und Wirkungen. Sind diese Wirkungsketten erkannt, können sie gezielt unterbrochen werden. Wird ein solches Unterbrechen mehrfach und mit voneinander unabhängigen Maßnahmen vorgesehen, kann man insgesamt eine sehr hohe Sicherheit erreichen, da Fehler in einzelnen Schritten durch Funktionieren anderer Schritte aufgefangen werden können. Dabei ist es gleichgültig, ob diese Fehler aus einem Versagen von Komponenten oder Systemen („technische Fehler“) oder auf Fehlhandlungen von Menschen („Bedienfehler“, „menschliche Fehler“, auch „organisatorische Fehler“) resultieren (oder aus beidem). Man spricht von einem „mehrstufigen, fehlerverzeihenden Sicherheitskonzept“.
Dieser Ansatz wird bei Kernkraftwerken weltweit verfolgt. Wie erfolgreich er ist, hängt von seiner Umsetzung ab. Im Folgenden wird das systematische Vorgehen bei modernen, westlichen Leichtwasserreaktoren beschrieben. Bei anderen Reaktoren, speziell solchen aus dem früheren Ostblock, liegen deutlich andere Verhältnisse vor.

### Barrierenprinzip
Das Barrierenprinzip ist ein zentrales Element der Sicherheit jedes Kernkraftwerks. Es umfasst mehrere Barrieren, die die im Reaktorkern entstehende radioaktive Strahlung abschirmen und den unkontrollierten Austritt radioaktiver Stoffe verhindern sollen. Im Falle eines Stör- oder Unfalls ist es das oberste Ziel, die Integrität mindestens einer dieser Barrieren zu erhalten. Die Schwere eines Stör- oder Unfalls wird danach beurteilt, wie stark die Barrieren in ihrer Funktion beeinträchtigt sind. Zu diesen Barrieren gehören:
- Das Kristallgitter des Brennstoffes [innerhalb 6]

Bei den Kernspaltungen in einem Reaktor entstehen die Spaltprodukte gewissermaßen als Fremdatome im Kristallgitter des Urandioxids. Solange dieses intakt bleibt, werden die meisten Spaltprodukte sehr zuverlässig im Kristallgitter zurückgehalten. Dies gilt nicht für die gasförmigen Spaltprodukte (etwa 5–10 % Anteil).
- Die gasdicht verschweißten Brennstabhüllen [6]

Das Urandioxid wird zu Tabletten gepresst, in etwa fingerdicke Rohre aus Zircaloy (Festigkeitseigenschaften ähnlich wie Stahl) eingefüllt und diese Rohre werden dann oben und unten gasdicht verschweißt. Solange alle Schweißnähte dicht sind und kein Loch in einem Hüllrohr auftritt, halten die Hüllrohre alle Spaltprodukte in ihrem Inneren. Allerdings entstehen auch im Regelbetrieb trotz hoher Neutronenpermeabilität strukturelle Veränderungen durch Strahleneinwirkung und Korrosion. Sie verursachen in einem kleinen Teil der Hüllrohre Risse, die zum Austritt der gasförmigen Spaltprodukte führen können. Dies sind i. d. R. Isotope (Iod, Xenon, Krypton) mit mittleren Halbwertszeiten.
- Der Reaktordruckbehälter [5] mit anschließenden Rohrleitungen [8], [10]

Der Reaktordruckbehälter besteht aus einer ca. 20 bis 25 cm dicken Stahlwand. Zusammen mit den Rohrleitungen bildet er ein geschlossenes Kühlsystem, in dem auch eventuell aus den Hüllrohren austretende Spaltprodukte eingeschlossen sind.
- Der thermische Schild [4]

Dieser dient vor allem der Abschirmung von Direktstrahlung aus dem Reaktorkern. Da er keine vollkommen geschlossene Konstruktion aufweist, kann er Spaltprodukte nur teilweise zurückhalten.
- Der Sicherheitsbehälter [2]

Dieses gasdichte und druckfeste „Containment“ aus ca. 4 cm dickem Stahl (manchmal auch aus Spannbeton) ist so ausgelegt, dass es im Falle eines Lecks im Reaktorkühlkreis das gesamte austretende Wasser/Dampf-Gemisch mit allen darin eventuell enthaltenen Spaltprodukten sicher aufnehmen kann.
- Die umschließende Stahlbetonhülle [1]

Der gesamte Sicherheitsbehälter wird von einer etwa 1,5 bis 2 m dicken Stahlbetonhülle umgeben, die vor allem Einwirkungen von außen – wie z. B. Zerstörungen durch einen Flugzeugabsturz – verhindern soll, aber auch radioaktive Materialien in ihrem Inneren zurückhalten kann.
Streng genommen erfüllen nur die gasdichten Barrieren Brennstabhülle, Reaktordruckbehälter und Sicherheitsbehälter die Forderung nach Einschluss der Radioaktivität. Nur diese drei Barrieren gewährleisten den Einschluss leicht flüchtiger radioaktiver Substanzen (z. B. Iod). Die anderen genannten Barrieren wirken „unterstützend“, indem sie die gasdichten Barrieren vor äußeren und inneren Einwirkungen schützen.
Andere Reaktoren, insbesondere solche des ehemaligen Ostblocks, haben z. T. weniger und qualitativ schlechtere Barrieren. Aber auch nicht alle westlichen (oder deutschen) Reaktoren sind beispielsweise durch eine Stahlbetonhülle [1] geschützt, die stark genug wäre, um dem Aufprall (z. B. Absturz) eines größeren Flugzeuges standzuhalten.

#### Mehrstufige fehlerverzeihende Sicherheit
Kernpunkte westlicher Leichtwasserreaktoren sind das Mehrbarrierenkonzept (Einschluss der radioaktiven Materialien in mehreren einander umschließenden Barrieren) und gestaffelte Maßnahmen zur Gewährleistung der ausreichenden Integrität und Funktion der Barrieren: Versagen die Schutzmaßnahmen in einer Ebene, sollen Schutzmaßnahmen auf der nächsten Ebene dies auffangen. Nur wenn die Maßnahmen auf allen Ebenen versagen, wird die (planmäßige) Rückhaltefunktion einer Barriere beeinträchtigt oder zerstört. Nur wenn alle Barrieren versagen, kann es zum Austritt größerer Mengen radioaktiver Stoffe kommen.
Vier Maßnahmen ergänzen dieses Konzept:
- Den Grundsatz „Qualität trotz Mehrstufigkeit“: Für jede einzelne Barriere und Sicherheitsebene gibt es Festlegungen der Funktionen und Aufgaben sowie der erforderlichen Qualität.
- Den Grundsatz „Fehler unterstellen trotz Qualität“: Trotz generell hoher Qualität wird grundsätzlich ein (technisches oder menschliches) Versagen unterstellt und entsprechende Auffangmaßnahmen werden vorgesehen.
- Die Konstruktion des Reaktorkernes erfolgt möglichst so, dass sich ein selbststabilisierendes Verhalten der Kettenreaktion und damit der Leistungserzeugung ergibt (negative Rückkopplung, „inhärente Stabilität“; diese dient insbesondere auch zur Entkopplung der einzelnen Sicherheitsebenen).
- Schließlich wird das gesamte Sicherheitskonzept noch durch probabilistische Sicherheitsanalysen auf Wirksamkeit und Ausgewogenheit überprüft.

### Sicherheitsebenen
In deutschen Kernkraftwerken gibt es vier Sicherheitsebenen: Die erste Ebene entspricht dem Normalbetrieb des Kraftwerkes. Hier sollen Störungen möglichst vermieden werden. Trotzdem wird unterstellt, dass Störungen auftreten. In der zweiten Ebene, dem „anomalen Betrieb“, wird das Ziel verfolgt, diese Störungen einzudämmen und zu verhindern, dass sie sich zu Störfällen ausweiten. Auch hier wird systematisch unterstellt, dass dieses Ziel nicht erreicht wird und in der dritten Ebene, der Ebene der Störfallbeherrschung, werden Störfälle durch sehr zuverlässige eigene Sicherheitssysteme möglichst aufgefangen. Doch auch hier wird systematisch ein Versagen unterstellt und in der vierten Ebene wird mit „anlageninternen Notfallschutzmaßnahmen“ versucht, die Auswirkungen des Störfalles möglichst auf die Anlage selbst zu beschränken und einschneidende Maßnahmen in der Umgebung (insbesondere Evakuierung) nicht notwendig werden zu lassen.

### Restrisiko
Das beschriebene Sicherheitskonzept bezweckt ein sehr hohes Ausmaß an Sicherheit sowohl gegen technisches Versagen als auch gegen menschliche Fehler. Ein gewisses Restrisiko besteht immer, da die Auslegung der Sicherheitsvorkehrungen auf bestimmten technischen Annahmen (z. B. kein Erdbeben mit einer Stärke über der Sicherheitsauslegungsspezifikation) beruht und ein gleichzeitiges Versagen mehrerer oder aller Sicherheitsvorkehrungen trotz redundanter und räumlich getrennter Anlagenteile möglich ist und von der probabilistischen Sicherheitsanalyse abgeschätzt aber niemals ganz ausgeschlossen werden kann. Das bei einer gewählten Auslegung verbleibende Risiko bezeichnet man oft fälschlich subjektivierend als Restrisiko.

## Die Sicherheit beeinflussende Gefahren

### Kühlmittelverlust
Ein Fehler, der zur Beeinträchtigung der Nachwärmeabfuhr und damit zu einer Kernschmelze führen könnte, ist ein Wasserverlust durch Austreten von Wasser aus einem Leck, z. B. durch Bruch einer Rohrleitung oder Bersten des Reaktordruckbehälters. Durch ausreichende Nachspeisung von Wasser muss ein solches Leck beherrscht werden. In der Frühzeit der Kernenergienutzung ging man davon aus, dass das schlimmste zu berücksichtigende Ereignis zur Gefährdung der Nachwärmeabfuhr der doppelendige Bruch der größten Rohrleitung sei: Ein solcher Auslegungsstörfall wäre also definitionsgemäß ein Ereignis, das noch beherrscht werden sollte, ohne schwerwiegende Auswirkungen auf die Umgebung zu haben.

### Einwirkungen von außen
Äußere Einwirkungen, die zur Beeinträchtigung von Kernkraftwerken führen können, lassen sich in zwei Hauptkategorien unterteilen:
- Natürliche Ereignisse (wie Erdbeben, Hochwasser, Sturm oder Blitzschlag)
- Zivilisatorische Ereignisse (wie Flugzeugabstürze, Explosionen, Brände oder Bergschäden)

Hinsichtlich Flugzeugabstürzen lag der Fokus der internationalen Kernkraftwerksplanung in der Vergangenheit hauptsächlich auf dem Schutz vor leichteren und langsamer fliegenden Flugzeugen. In Frankreich wurde zunächst nicht davon ausgegangen, dass Flugzeugabstürze auf Kernkraftwerke wahrscheinlich sind. Neuere Anlagen sind gegen den Absturz eines Militärjets vom Typ Mirage 5 ausgelegt. In Deutschland und der Schweiz begannen in den 1970er Jahren gezielte bauliche Anpassungen von Kernkraftwerken, zunächst, um sie gegen den möglichen Absturz eines schnell fliegenden Kampfflugzeugs wie der Lockheed F-104, später auch der McDonnell F-4, zu schützen. Bei neueren Kernkraftwerken in der Schweiz und Belgien wurde darüber hinaus nachgewiesen, dass sie auch einem Aufprall eines Verkehrsflugzeugs wie der Boeing 707 mit einem Gewicht von 90 Tonnen und einer Geschwindigkeit von etwa 102 Metern pro Sekunde standhalten können. Nach den Ereignissen vom 11. September 2001 wurde die Verwundbarkeit von Kernkraftwerken durch gezielte Flugzeugabstürze weltweit stärker in Betracht gezogen und es wurden mehrere Untersuchungen durchgeführt. Die Ergebnisse werden in der Regel als vertraulich eingestuft, so auch die Analysen der GRS aus den Jahren 2002 und 2003. In den USA sind nur wenige Kernkraftwerke gegen Abstürze von Verkehrsflugzeugen direkt geschützt; nach dem 11. September 2001 wurden die Anforderungen an neue Reaktoren in Bezug auf den Absturz von großen Verkehrsflugzeugen angepasst. In Finnland wurde in der Auslegung für das Kernkraftwerk Olkiluoto der Absturz einer McDonnell F-4 und von Verkehrsflugzeugen der Gewichtsklasse einer Boeing 767 berücksichtigt. Auch der Absturz eines Airbus A380 wurde untersucht. In einigen Deutschen Kernkraftwerken sind auch Vernebelungsanlagen Teil des Sicherheitskonzepts, die die Sicht zwischen dem Flugzeug und sensiblen Anlagenteilen behindern sollen.
Eine technische Untersuchung zu dem Thema Flugzeugabsturz wurde von Günter Kessler et al. durchgeführt.

### Betriebliche Störungen
In Kernkraftwerken können wie in jedem technischen System Störungen auftreten. Vom Auftreten von Störungen allein kann nicht auf die Sicherheit einer Anlage geschlossen werden, dazu ist eine sorgfältige Analyse der Störungen und ihrer Begleitumstände erforderlich.

### Personal
Eine Arbeitsstelle in der Atomindustrie erscheint Studienabgängern wenig attraktiv, viele dort arbeitende Ingenieure stehen vor der Pensionierung. Der Mangel an erfahrenen Atomingenieuren und Bauarbeitern ist ein Schlüsselrisiko und zudem ein Kostentreiber für neue Projekte.

## Bewertungsmethoden

### Statistische Untersuchungen

#### Sicherheit allgemein
Gemessene Statistiken zur Sicherheit von KKWs sind nur teilweise vorhanden, nämlich für kleinere Unfälle, die in der Vergangenheit tatsächlich eingetreten und gemeldet worden sind. 1993 wurde die Zentrale Melde- und Auswertestelle für Störfälle und Störungen eingerichtet, die die Störungsberichte seit 1999 in einem Internetportal online stellt.
Um repräsentative statistische Aussagen über einen gewissen Unfalltyp (etwa GAU) zu machen, müsste jedoch dieser Unfalltyp mindestens einmal eingetreten sein. Die Eintrittswahrscheinlichkeit eines Unfalls einer bestimmten Größe lässt sich jedoch nicht aus der Vergangenheit ablesen. Stattdessen wird diese in probabilistischen Sicherheitsanalysen (zumindest als Obergrenze) berechnet:

#### Probabilistische Sicherheitsanalysen
In so genannten Probabilistischen Sicherheitsanalysen (PSA) wird versucht, das Risiko von Kernkraftwerken zu quantifizieren. Dabei wird ermittelt, mit welcher Wahrscheinlichkeit sich angenommene Störungen („auslösende Ereignisse“) ereignen und mit welcher Zuverlässigkeit mit den vorhandenen Sicherheitseinrichtungen „planmäßig beherrschen“ lassen. Für Absolutaussagen zur Sicherheit insgesamt sind die Ergebnisse wenig geeignet, da ein Überschreiten des „planmäßigen Beherrschens“ noch nichts über die dann eintretenden Folgen aussagt. Durch vorhandene Auslegungsreserven werden bei geringfügigen Überschreitungen meist gar keine Folgen auftreten, doch wird dieser Bereich in den üblichen PSA nicht untersucht. Eine PSA liefert stets eine obere Grenze für das verbleibende Risiko, beziffert aber nicht das Risiko selbst.
Gleichwohl haben sich PSA gut bewährt für vergleichende Sicherheitsbetrachtungen im Sinne der Erkennung von möglichen Schwachstellen und der Bewertung von geplanten Änderungen. Dabei versucht die PSA besonders kritische Risiken zu ermitteln, die zu einem gleichzeitigen Versagen verschiedener Sicherheitseinrichtungen führen, z. B. wie weit durch Feuer, Sturm, Überschwemmung, Tsunamiwelle oder Erdbeben … ein gleichzeitiger Ausfall von a) Stromnetz (Schwarzfall) oder Anschluss des Kraftwerks und b) den Einrichtungen der Notstromversorgung (Tanks, Steuerung, …) für die Nachwärmeabfuhr möglich ist. Demgegenüber sind die entsprechenden präventiven Maßnahmen zu bewerten wie die vorhandene oder fehlende redundante, mehrfache und räumlich getrennte Auslegung von Anlagenteilen. Dabei ist die PSA eines Kernkraftwerk dynamisch über seine Laufzeit: Sicherheitsmängel können durch Nachrüstung behoben werden, andererseits sind Abnutzung und Materialermüdung zu berücksichtigen – in besonderem Maße in den Anlagenbereichen, die von Radioaktivität betroffen sind.
Jedes Kernkraftwerk hat eine Geschichte und anlagenspezifische PSA, in der gleichartige physikalische Gesetze und Bauteile wirken. Daher sind Erfahrungen in anderen Anlagen bedingt übertragbar und werden in der nicht-öffentlichen IRS-Datenbank (International Reporting System for Operating Experience, auch: IAEA/NEA Incident Reporting System) der Störungen ausgetauscht.
Die PSA eines Kernkraftwerkes muss durch regelmäßige Sicherheitstests ergänzt werden, die durch theoretische Simulation oder Notfallübungen die Auswirkungen von Risiken, z. B. einen Ausfall des Stromnetzes, sowie die Betriebsfähigkeit von Notfalleinrichtungen prüfen und dabei das Störungsmanagement trainieren um anlagenspezifische Sicherheitsmängel aufzudecken.
Im Vergleich zu Stromerzeugung aus anderen Energiearten haben Kernkraftwerke das strukturelle Risiko der Nachwärmeabfuhr („Nachzerfallswärme“), da die Energieabgabe des Brennstoffs – anders als bei konventionellen Kraftwerken – nicht einfach abgeschaltet werden kann.
Um den Risiken der Kernkraftwerke und der kerntechnischen Anlagen durch entsprechende Vorschriften und Kontrollen zu begegnen, arbeitet ein Netz nationaler und internationaler Organisationen zusammen, bei der UNO die Internationale Atomenergie-Organisation IAEO (engl. IAEA), die United Nations Scientific Committee on the Effect of Atomic Radiation UNSCEAR und die World Health Organization WHO; die Nuclear Energy Agency NEA der OECD, die International Commission on Radiological Protection, ICRP. Auf nationaler Ebene in Deutschland das Bundesministerium für Umwelt, Naturschutz und Reaktorsicherheit mit dem Bundesamt für Strahlenschutz und dem Umweltbundesamt und die Umweltministerien der Bundesländer mit der jeweiligen Atomaufsichtsbehörde. Eine ausgeprägt international arbeitende nationale Behörde ist die schwedische Strahlenschutzbehörde Strålsäkerhetsmyndigheten (vor 2008 SKI).

#### Vergleiche zu anderen Energiequellen
Die statistische Anzahl der sofortigen Todesopfer durch bekannt gewordene Atomunfälle in OECD-Staaten für die Zeitspanne von 1969 bis 2000 pro Gigawattjahr durch KKWs liegt in einer Statistik des schweizerischen Paul Scherrer Instituts (PSI) für Nuklear- und Reaktorforschung bei Null. Die genannte PSI-Studie listet im Vergleich in OECD-Ländern bei Kohlekraftwerken 0,13 Todesopfer/GWJahr, bei Wasserkraftwerken im EU15-Raum ebenfalls Null. Die Studie listet für die Todesfälle aufgrund von Langzeitfolgen durch AKWs allein die Katastrophe von Tschernobyl und schätzt diese auf etwa 10.000 bis 100.000 Todesfälle, die bis heute unmittelbar auf die Langzeitfolgen von Tschernobyl zurückzuführen seien (siehe auch die Liste von Unfällen in kerntechnischen Anlagen, die sich allein mit Fällen von Radioaktivitätsaustritten befasst). Für Wasserkraftwerke in Nicht-OECD-Ländern listet sie 13,77 Todesopfer/GWJahr (zynischerweise stammt der Großteil aus einer weiteren Groß-Katastrophe; dem Bruch von 62 Staudämmen in China um den Banqiao-Staudamm im Jahr 1975 mit angenommenen 26.000 sofortigen Todesopfern).
Die zugrundeliegende Studie (Hirschberg u. a. (1998): Severe accidents in the energy sector) des bereits weiter oben zitierten Paul-Scherrer-Instituts befasst sich in puncto AKW (S. 137–182) nicht etwa mit den tatsächlichen Auswirkungen einer Katastrophe, wie etwa konkreten Todeszahlen oder dem Ausmaß von Umweltschäden, oder mit den Kosten für die Erhöhung der Sicherheit eines einzelnen AKWs, sondern hauptsächlich mit geschätzten anfallenden Kosten für die überhaupt mögliche Schadensbegrenzung bei schlimmstmöglichen fiktiven Unfallszenarien in AKWs mit höchsten Sicherheitsstandards (die in der Studie auch in westlichen Ländern als selten erfüllt bezeichnet werden) und maximaler Entfernung von menschlichen Siedlungen. Die Ergebnisse lassen sich daher auch so deuten, dass bei AKW-Unfällen weniger oder weniger teure Maßnahmen überhaupt anwendbar sind oder wirksam wären, erhebliche Belastungen und Schädigungen zu vermeiden.

#### Krankheitsfälle im Zusammenhang mit Radioaktivität
Klagen gegen Kraftwerksbetreiber wegen gehäufter Krankheitsfälle nach bekannt gewordenen Unfällen sowie die nachgewiesene Häufung bestimmter Krebsarten rund um bestimmte, für Störfälle bekannte Kraftwerke (auch in Deutschland) werden immer wieder erhoben. Im normalen Betrieb entweichen kleine Mengen radioaktiven Materials vom Kernkraftwerk in die Umwelt. Dieses Material umfasst radioaktive Edelgase z. B. Krypton-85 (Halbwertszeit 10,8 Jahre) sowie das instabile Wasserstoffisotop Tritium (HWZ 12,3 Jahre), deren Entweichen gemessen wird und Auflagen unterliegt. Trotzdem stehen sie im Verdacht, durch Aufnahme in den menschlichen Organismus krebsauslösend zu wirken. Dies zeigte sich bei einer epidemiologischen Studie im Auftrag des Bundesamtes für Strahlenschutz im Jahr 2007. Die Leukämie-Rate bei Kindern war in der Nähe (5 km) von Kernkraftwerken signifikant erhöht. Die genaue Ursache für diese erhöhte Leukämierate in der Umgebung von Kernkraftwerken ist bisher nicht bekannt – siehe auch Leukämie in der Elbmarsch; der November 2004 veröffentlichte Abschlussbericht der eingesetzten Expertenkommission, der die möglichen Zusammenhänge zwischen dem Elbmarschleukämiecluster und dem dortigen AKW untersuchte, endete aufgrund zahlreicher Behinderungen ihrer Arbeit mit den Worten: „Wir haben das Vertrauen in diese Landesregierung verloren.“ Untersuchungen des Deutschen Ärzteblatts (1992) und des British Medical Journal (1995) haben in der Umgebung von kerntechnischen Anlagen ebenfalls erhöhte Leukämieraten bei Kindern festgestellt – ebenso aber auch generell in der Umgebung größerer Baustellen im ländlichen Bereich. Letzteres deutet also darauf hin, dass es an Standorten, die u. a. auch für Kernkraftwerke geeignet sind, Faktoren gibt, die von sich aus bereits ein erhöhtes Erkrankungsrisiko mit sich bringen; als Erklärung wird etwa vermutet, dass das erhöhte Auftreten der speziellen Krebsarten sich daraus erklären lässt, dass diese ansteckend seien und die Krankheitserreger durch Arbeitsmigration von Bauarbeiterfamilien eingeschleppt würden.
Ein wichtiger Bestandteil der wissenschaftlichen Auseinandersetzung um Krankheitsfälle aufgrund von AKWs betrifft auch die Entnahme von Bodenproben in deren unmittelbarer Umgebung zur Messung der örtlichen Kontaminierungsabweichung mit radioaktivem Material, besonders mit sogenannten Pac-Kügelchen aus Plutonium, Americium und Curium. Eine erhöhte Kontaminierung wird dabei ebenfalls wiederholt festgestellt (s. etwa Leukämiecluster Elbmarsch); es herrscht unter den sich gegenüberstehenden wissenschaftlichen Fraktionen allerdings Uneinigkeit darüber, ob diese erhöhte Kontamination in der unmittelbaren Umgebung der Kraftwerke tatsächlich von den AKWs herrühren kann, da dort solche Kügelchen nicht verwendet werden, oder doch eher auf Kernwaffentests oder die Katastrophe von Tschernobyl zurückzuführen ist. Aus Tschernobyl entwich zwar nachweislich eine große Menge an Plutonium, jedoch fand sich im dortigen graphitmoderierten RBMK-Reaktortyp keinerlei Americium oder Curium, die aufgrund des Reaktordesigns auch nicht während der Havarie oder aufgrund natürlicher Zerfallsprozesse danach entstanden sein konnten.
Wesentliches Problem des statistischen (epidemiologischen) Nachweises solcher Effekte ist, dass die unterstellten Einflüsse (z. B. Krebserkrankung durch Strahlenbelastung) durch die geringen Fallzahlen und die geringen Strahlendosen nicht mit hinreichender Sicherheit von den sonstigen Einflüssen mit der gleichen Wirkung (z. B. Rauchen, Stress, Ernährung, Bevölkerungsmigration etc.) und der natürlichen Eintrittswahrscheinlichkeit getrennt werden können. Die Zuweisung einer bestimmten Krebserkrankung und eines daraus ggf. entstandenen Todesfalles zu einer bestimmten Ursache ist wegen der vielen bekannten krebsauslösenden Parameter zudem grundsätzlich nicht möglich.
Eine Untersuchung über das Krebsrisiko in der Nähe von Kernkraftwerken des Bundesamtes für Strahlenschutz kommt zum Ergebnis, dass für den Zeitraum von 1980 bis 2003 in der Umgebung von 16 Standorten mit insgesamt 22 Kernkraftwerken in Deutschland Krebserkrankungen bei Kindern unter fünf Jahren häufiger auftreten. Der Risikoanstieg ist wesentlich bei Leukämie festzustellen. Im Nahbereich von Kernkraftwerken wurde für alle Krebserkrankungen zusammen betrachtet ein Risikoanstieg um etwa 60 % und für Leukämien eine Verdopplung des Erkrankungsrisikos, d. h. ein Risikoanstieg um etwa 100 % beobachtet.
Eine erhöhte Leukämierate bei Kindern gilt allerdings statistisch nicht als Beweis einer potentiellen Gefahr, da diese Kinder nicht beweisbar direkt durch den Betrieb des Kraftwerkes erkrankt sind, und da Erkrankungen (im Gegensatz zu Todesfällen) nicht in allen Statistiken zum Thema erfasst werden.
Andere Untersuchungen haben in der Umgebung von kerntechnischen Anlagen ebenfalls erhöhte Leukämieraten bei Kindern festgestellt – ebenso aber auch in der Umgebung solcher Anlagen, die erst geplant waren. Letzteres deutet also darauf hin, dass es an Standorten, die für Kernkraftwerke geeignet sind, Faktoren gibt, die von sich aus bereits ein erhöhtes Erkrankungsrisiko mit sich bringen.

### Risikohochrechnungen

#### Schwere Unfälle
Bei der Deutschen Risikostudie der Gesellschaft für Anlagen- und Reaktorsicherheit (GRS) von 1989 wurde eine Probabilistische Sicherheitsanalyse (engl. probabilistic safety analysis, PSA) durchgeführt. Als Referenzanlage wurde der Block B des Kernkraftwerks Biblis benutzt. Für Biblis B wurde abgeschätzt, dass Kernschmelzen mit erheblicher Beeinträchtigung des Sicherheitsbehälters im Durchschnitt alle 1.000.000 bis 100.000.000 Jahre auftreten. Bei Konvoianlagen sei aufgrund technischer Verbesserungen eine noch deutlich niedrigere Häufigkeit von Schadenszuständen zu erwarten. S. 697 Die Studie wurde von Gutachtern des Öko-Instituts in einer Stellungnahme im Auftrag der damals SPD-geführten Landesregierung von Schleswig-Holstein dahingehend kritisiert, dass die Wahrscheinlichkeit eines schweren Unfalls hier als zu niedrig eingestuft werde. Einige Annahmen im Rahmen der Erdbeben-PSA wurden nach Ansicht der Wissenschaftler zu optimistisch angesetzt.
Spätere PSA (2002, 2004) unter Berücksichtigung sowohl interner als auch externer Auslöser ergaben für deutsche Anlagen, dass die Häufigkeit von Kernschäden zwischen 1 und 26,5 Ereignissen pro 5 Millionen Jahren je Reaktor liegt. Für bestehende Anlagen gilt nach einer Empfehlung der Internationalen Atomenergiebehörde (IAEA) aus dem Jahr 2006 ein Richtwert für die Kernschadenshäufigkeit von höchstens einem Ereignis pro 100.000 Reaktorjahren. Für neuartige Reaktorkonzepte wie zum Beispiel den EPR wird die Wahrscheinlichkeit für einen Kernschaden unterhalb von 1 pro 10 Millionen Reaktorjahren angegeben.
Forscher am Max-Planck-Institut für Chemie haben 2012 durch die Analyse der bisherigen Betriebszeiten aller zivilen Kernreaktoren weltweit und der bis dahin aufgetretenen Kernschmelzen ermittelt, dass solche Ereignisse im Kraftwerksbestand zum damaligen Zeitpunkt etwa alle 10 bis 20 Jahre auftreten können.

#### Stresstest für Kernkraftwerke
Ein sogenannter Stresstest für Kernkraftwerke beinhaltet eine Bewertung der Sicherheitsreserven von Kernkraftwerken, um etwaige Nachrüstungs-Bedarfe zu analysieren. Insbesondere sollen die Auswirkungen extremer Ereignisse im Hinblick auf die Anlagensicherheit und eventuell daraus resultierender schwerer Unfälle untersucht werden. Die Auslegungsgrenzwerte werden dabei nicht im Vorfeld festgelegt, sondern innerhalb des jeweiligen Stresstests bestimmt und begründet. Der so genannte Stresstest ist in aller Regel keine direkte Überprüfung durch (unabhängige, fremde) Kontrolleure, sondern beruht auf Selbstauskünften der Kraftwerksbetreiber anhand der Lastenhefte für die bereits genehmigten Anlagen, die dann von unabhängigen internationalen Sachverständigen geprüft werden; nicht berücksichtigt werden Alter und aktueller Zustand der Anlagen.
Der zuständige EU-Energie-Kommissar Günther Oettinger hatte nach der Nuklearkatastrophe von Fukushima im März 2011 die nuklearen Kontrollbehörden der EU-Mitgliedstaaten zur Simulation extremer Belastungen für die 143 in der EU vorhandenen Kernkraftwerke aufgefordert. Der Kriterienkatalog der ENSREG wurde von ihm im Frühjahr 2012 nachträglich um die Frage nach Gefahren durch technische Entwicklungen von außen ergänzt, z. B. nach einer möglichen Gefährdung durch Flugzeugabstürze. Im Herbst 2012 wolle er gemeinsam mit dem zuständigen Ausschuss des Europäischen Parlaments und den Staats- und Regierungschefs über die aus den Ergebnissen zu ziehende Konsequenzen beraten. Am 15. Juni 2012 befassten sich die für Energiefragen zuständigen Minister der Staaten auf ihrem Treffen in Luxemburg mit dem Bericht.
Am 4. Oktober 2012 stellte Oettinger das Ergebnis des Stresstests vor. Insgesamt sei die Situation „zufriedenstellend“. Kein Kernkraftwerk in der EU müsse aus technischer Sicht abgeschaltet werden. Dennoch bestünden vielfach erhebliche Mängel und großer Verbesserungsbedarf. Auch in zwölf deutschen Kernkraftwerken wurden Mängel entdeckt, so fehlten z. B. hinreichende Erdbebenmesssysteme, manche Kernkraftwerke seien zudem konstruktiv nicht gut genug gegen Erdbeben ausgelegt. Insgesamt rangierten deutsche Kernkraftwerke aber in der ersten Hälfte der untersuchten Anlagen, hinter einigen osteuropäischen Kraftwerken. Am schlechtesten schnitten Kernkraftwerke in Frankreich ab; ebenfalls kritisiert wurden nordeuropäische Kraftwerke. So blieb z. B. den Bedienungsmannschaften im schwedischen Kernkraftwerk Forsmark sowie im finnischen Kernkraftwerk Olkiluoto weniger als eine Stunde Zeit, um eine unterbrochene Stromversorgung zur Aufrechterhaltung der zwingend notwendigen Reaktorkühlung wiederherzustellen. Insgesamt schätzte die EU-Kommission, dass die Nachrüstung der Kernkraftwerke zwischen 10 und 25 Mrd. Euro kosten wird.
Umweltverbände kritisierten den Stresstest scharf und forderten die Abschaltung der beanstandeten Kraftwerke. So habe der Stresstest größtenteils auf dem Papier stattgefunden, während nur wenige Kraftwerke tatsächlich untersucht worden seien. Zudem seien bestimmte Risiken wie die Gefahr von Terroranschlägen oder Flugzeugabstürze völlig unberücksichtigt geblieben, während hingegen nur die Widerstandsfähigkeit gegen extreme Naturereignisse sowie die Beherrschung von daraus entstandenen Unfällen untersucht worden sei. Im Auftrag von Greenpeace wurde im Mai 2012 eine 104-seitige Studie zur Überprüfung des EU-Stresstests veröffentlicht. Darin wird am Beispiel verschiedener europäischer Kernkraftwerke (für Deutschland beispielhaft das Kernkraftwerk Gundremmingen) beklagt, dass unter anderem verschiedene Umweltkatastrophen, Flugzeugabstürze, Materialalterung oder die Verkettung mehrerer Faktoren (wie z. B. in Fukushima) bei der Sicherheitsabschätzung nicht oder nicht ausreichend berücksichtigt wurden.
Auf Anordnung der Bundesregierung wurde 2012 in Deutschland auch ein Stresstest auf nationaler Ebene durchgeführt. Alle 17 deutsche Kernkraftwerke wurden einer Sicherheitsprüfung unterzogen (Atom-Moratorium). Die dafür verantwortliche Reaktorsicherheitskommission (RSK) veröffentlichte am 16. Mai 2011 eine Stellungnahme, in der sie zu dem Schluss kam, dass deutsche Kernkraftwerke im Vergleich zum Kernkraftwerk in Fukushima besser auf Ereignisse wie Stromausfall und Hochwasser vorbereitet waren. Hinweise auf eine Notwendigkeit zur unverzüglichen Abschaltung deutscher Kernkraftwerke ergaben sich aus der Untersuchung nicht.

##### Anforderungen der Europäischen Arbeitsgruppe für nukleare Sicherheit (ENSREG)
Die Europäische Arbeitsgruppe für nukleare Sicherheit (European Nuclear Safety Regulators Group, ENSREG) und ihre Untergruppe WENRA veröffentlichte am 25. Mai 2011 Prüfanforderungen, welche die bereits vorgenommenen Sicherheitsbetrachtungen an Kernkraftwerken unter dem Blickpunkt der Fukushima-Ereignisse auch für etwaige Neubauten ergänzen sollen. Besonders sollen dabei betrachtet werden:
a) Auslöse-Ereignisse
- Erdbeben
- Überflutung/Tsunami

b) Konsequenzen
- Energieausfall, einschließlich des so genannten Station Black Out (Ausfall der Notstromversorgung)
- Ausfall des Kühlsystems
- Kombination aus beiden Fällen

c) Maßnahmen
- Schutz vor Verlust der Kühlfunktion für die Kernbrennstäbe
- Schutz vor Verlust der Kühlfunktion für das Lager der abgebrannten Brennelemente
- Schutz vor Verlust der Integrität des Containments

##### Frankreich
Die französischen Kernkraftwerke wurden von der Atomüberwachungsbehörde des Landes (ASN) über den EU-Stresstest hinaus einer komplementären Sicherheitsbewertung unterzogen, welche laut ihrer Veröffentlichung Anfang Januar 2012 einen erheblichen Nachrüstungsbedarf für die dortigen Anlagen nachwies. Greenpeace Frankreich veröffentlichte im Frühjahr 2012 ein Gegengutachten, welches unter anderem die nicht erfolgte besondere Berücksichtigung von MOX-Brennelementen mit ihrem erheblich größeren Schadenspotential kritisiert.

## Technische Maßnahmen

### Grundsätzliche Maßnahmen
- Wasserbecken [3]

Wasser dient der Abschirmung von Radioaktivität, innerhalb des Reaktordruckgefäßes als Moderator (und zur Ableitung und Nutzung der erzeugten Wärme). Die unteren Wasserbecken (Pumpensümpfe) sind im Normalfall leer, sie sammeln im Falle eines Lecks das austretende Wasser und erlauben eine Wiedereinspeisung in den Kreislauf, um das Austrocknen des Reaktors zu vermeiden.
- Gefilterte Druckentlastung [9]

Bei einem gravierenden Unfall kann durch verdampfendes Wasser ein unzulässiger Druck im Sicherheitsbehälter entstehen. Dieser Druck kann kontrolliert und gefiltert durch das Druckentlastungssystem [9] (Wallmann-Ventil) abgelassen werden.
- Wasserstoffabbau

Bei den hohen Temperaturen infolge eines Störfalls mit Kernschmelze entsteht durch Reaktionen von Wasser mit Metallen der Hüllrohre Wasserstoff. Beispielsweise reagiert das Zirconium in der Legierung der Brennstabrohre ab einer Temperatur von 900 °C mit Wasser zu Zirconiumoxid und gasförmigem Wasserstoff in folgender Reaktion:
{\displaystyle \mathrm {Zr+2\ H_{2}O\rightarrow ZrO_{2}+2\ H_{2}} }
Bei dieser stark exothermen Reaktion wird eine Wärmeenergie von 576 kJ/mol H2 frei. Sobald der Wasserstoffgehalt in der Luft eine Konzentration von etwa 4 Volumenprozent überschreitet, wird dieses Gemisch als Knallgas explosionsfähig. Die Gesellschaft für Anlagen- und Reaktorsicherheit ermittelte in einer Studie, dass im Fall einer Kernschmelze bei einem Zirconiuminventar eines Druckwasserreaktors (Containmentvolumen ca. 70.000 m³) von 20 Tonnen Zirconium innerhalb von 6 Stunden ca. 5.000 m³ Wasserstoff entstehen. Bei Druckwasser-Reaktoren besteht wegen ihres kleinen Volumens zusätzlich die Gefahr, dass der zusätzliche Druck durch den Wasserstoff den Reaktordruckbehälter überlastet. Bis zum Unfall mit Kernschmelze in Three Mile Island 1979 wurde diese Zirconium-Reaktion nicht in den Szenarien möglicher Unfälle berücksichtigt. Erst nachdem der Graphitbrand beim Unfall von Tschernobyl 1986 eindrücklich auf die mögliche Bedeutung chemischer Reaktionen als Folge der Kernschmelze hinwies, wurden in Deutschland Einrichtungen verpflichtend vorgeschrieben, welche die Entstehung eines zündfähigen Wasserstoff-Sauerstoffgemisches verhindern. Im Containment von Druckwasserreaktoren wurden daraufhin an exponierten Stellen katalytische Rekombinatoren installiert, an deren Oberfläche das Knallgas (auch weit unterhalb der Explosionsgrenze) zu Wasser reagiert. Der Sicherheitsbehälter eines Siedewasserreaktors wird im Normalbetrieb mit Stickstoff geflutet, so dass bei einem Unfall zwar freier Wasserstoff entsteht, für die Entstehung von Knallgas aber der Sauerstoff fehlt.
Ein weiterer Weg, wie bei Kernreaktoren Wasserstoff entsteht, ist die Spaltung des Wassers durch ionisierende Strahlung. Dieser Radiolyse genannte Prozess produziert direkt Knallgas. Die Geschwindigkeit, mit der das Knallgas erzeugt wird, ist gering im Vergleich zu den Gasmengen bei der Zirconiumreaktion. Selbst im Falle einer Kernschmelze besteht nicht die Gefahr, dass der Reaktordruckbehälter in kurzer Zeit mit einem zündfähigen Radiolyse-Gas gefüllt wird. Da die Reaktion auch während des normalen Betriebs abläuft, kann sich das Knallgas allerdings über längere Zeit ansammeln und dann durch ionisierende Strahlung gezündet werden. Daher sind auch an exponierten Stellen in den Systemen des Primärkreislaufs solche oben schon erwähnten katalytischen Rekombinatoren installiert, an deren Oberfläche das Knallgas zu Wasser reagiert. Trotz dieser Vorkehrungen ist im Kernkraftwerk Brunsbüttel im November 2001 ein an den Reaktordeckel angeschlossenes Rohr durch eine Knallgas-Explosion zerstört worden.

#### Abfuhr der Nachzerfallswärme
Ein möglicher Mechanismus, der zum Versagen mehrerer Barrieren führen kann, ist eine Überhitzung des Reaktorkerns bis hin zum Schmelzen der Brennelemente (Kernschmelzunfall). Dadurch würden die vier erstgenannten Barrieren zerstört und längerfristig möglicherweise auch die beiden restlichen Barrieren. Gegen eine solche Überhitzung sind Kühleinrichtungen erforderlich. Da ein Kernkraftwerk auch nach dem Abschalten durch den Zerfall der angesammelten radioaktiven Spaltprodukte noch Nachzerfallswärme produziert, müssen diese mehrfach vorhandenen Kühleinrichtungen langfristig sicher funktionieren. Direkt nach der Abschaltung muss Nachzerfallswärme von ca. 5–10 % der vorherigen thermischen Leistung abgeführt werden. Da das Kernkraftwerk selbst keine Energie mehr erzeugt, wird die dafür notwendige Energie aus dem Stromnetz entnommen. Wird ein Atomkraftwerk durch einen Ausfall des Stromnetzes, einem Blackout, zu einer Notabschaltung gezwungen, ergibt sich daher gleichzeitig aus dem Fehlen der externen Energieversorgung die Notwendigkeit, die Nachzerfallswärme sofort mit Hilfe der Notstromversorgung ggf. über Tage und Monate abzuführen.

### Sicherheitstechnische Weiterentwicklung
Die Sicherheit von Kernkraftwerken ist davon abhängig, wie ein Kernkraftwerk konstruiert, gebaut und betrieben wird. Weltweit ist die Sicherheit von Kernkraftwerken seit ihrer Einführung 1956 durch Erfahrungszuwachs und Nachrüstungen deutlich gestiegen. Seit 1994 wird in Deutschland darüber hinaus durch das geänderte Atomgesetz gefordert, dass bei neu zu errichtenden Kernkraftwerken auch über die Auslegung hinausgehende Störfälle (Kernschmelzunfälle) soweit eingedämmt werden müssen, dass sich ihre Auswirkungen im Wesentlichen auf das Kraftwerksgelände beschränken und in der Umgebung keine gravierenden Maßnahmen zur Risikobegrenzung (Evakuierungen) notwendig sind. Die neue deutsch-französische Gemeinschaftsentwicklung „European Pressurized Water Reactor“ (EPR) erfüllt diese Bedingungen anscheinend. Jeweils ein solches Kraftwerk wird zurzeit in Finnland und in Frankreich gebaut: Absolute Sicherheit kann grundsätzlich nirgends, also auch nicht bei Kernkraftwerken, erreicht werden.
Seit Mai 2001 arbeiten mittlerweile 11 Länder in einem Gemeinschaftsprojekt unter Führung der USA im Rahmen des „Generation IV International Forum for Advanced Nuclear Technology (GIF)“ an weiterentwickelten Reaktorkonzepten. Es werden insgesamt 6 verschiedene Reaktorkonzepte mit dem Ziel einer erhöhten Sicherheit und verbesserten Wirtschaftlichkeit bei gleichzeitig verbesserter Brennstoffausnutzung und erhöhter Proliferationssicherheit verfolgt, außerdem werden Möglichkeiten der nuklearen Wasserstofferzeugung untersucht. Zwei dieser Konzepte sollen 2015 und die restlichen vier sollen 2020 die Baureife für Demonstrationsanlagen erreichen. Ein kommerzieller Einsatz könnte dann vielleicht 10 Jahre später erfolgen.

### Nachrüstungsmaßnahmen deutscher KKW gegen auslegungsüberschreitende Ereignisse
Die bestehenden Anlagen wurden sicherheitstechnisch nachgerüstet, um auch auslegungsüberschreitende Ereignisse beherrschen zu können. Zu den prominentesten Maßnahmen zählen:

#### Inertisierung des Sicherheitsbehälters bei Siedewasserreaktoren
Bei vielen Siedewasserreaktoren wird während des Leistungsbetriebs der Sicherheitsbehälter mit Stickstoff gefüllt, um bei einem Unfall mit Wasserstoff-Freisetzung eine Knallgasexplosion zu verhindern (Sauerstoffmangel). Siedewasserreaktoren haben ein kleineres Containment als Druckwasserreaktoren mit voluminösen Dampferzeugern, daher ist diese Maßnahme hier leichter möglich.

#### Gefilterte Druckentlastung des Sicherheitsbehälters
Im deutschsprachigen Raum bezeichnet man diese Vorrichtung nach dem seinerzeit amtierenden Bundesumweltminister als Wallmann-Ventil. Damit kann im Fall eines Druckanstiegs im Sicherheitsbehälter (in diesem Fall das Reaktorgebäude) die ggf. radioaktiv kontaminierte und unter Überdruck stehende Containmentluft über einen Filter abgelassen werden, um ein Übersteigen des Auslegungsdrucks (und damit ein Bersten des Sicherheitsbehälters) zu vermeiden. Der Filter hält dabei radioaktive Partikel zurück, nicht aber radioaktive Edelgase wie z. B. Xenon.

#### Töpfer-Kerze
Unter umgangssprachlich Töpfer-Kerze versteht man einen katalytischen Rekombinator zum Wasserstoffabbau, benannt nach dem früheren Umweltminister Klaus Töpfer, der diese Systeme nachrüsten ließ.
Das Bauteil soll das Wasserstoffgas noch vor dem Erreichen der Explosionsgrenze durch Rekombination abbauen, d. h. katalytische Reaktion von Wasserstoff und Sauerstoff zu Wasser ohne Funken oder Flamme. Alternativ wurden auch Systeme zum Zünden des Wasserstoffs unterhalb der Explosionsgrenze entwickelt, was ebenfalls zu einem „sanften“ Abbau des Wasserstoffs (Deflagration) führt.
Anwendung finden diese katalytischen Rekombinatoren in allen deutschen Druckwasserreaktoren. Bei den Siedewasserreaktoren wurden nur Gundremmingen B und C (Baulinie 72) damit ausgestattet, weil dort das Containment im Leistungsbetrieb begehbar war und damit nicht mit Stickstoff inertisiert ist. Bei den übrigen deutschen Siedewasserreaktoren (Baulinie 69) war das Containment während des Leistungsbetriebs inertisiert, was eine Knallgasexplosion ausschließt.

## Wahrnehmung in der Öffentlichkeit
Der Historiker Joachim Radkau bemängelte die spärliche öffentliche Diskussion sowohl der unterschiedlichen kerntechnischen Entwicklungen als auch der verschiedenen Sicherheitsphilosophien und -konzepte während der gesamten Entwicklungszeit der Kernkraft in Westdeutschland. Bei der Diskussion um die Sicherheit von Kernkraftwerken in der Bundesrepublik unterscheidet er eine Früh- und Spätphase.
- Anfangs bestand ein öffentlicher Konsens über die Technologie, diese hatte jedoch erhebliche Unzulänglichkeiten und entwickelte sich technisch und ökonomisch unkoordiniert: unter anderem gab es ein unkoordiniertes Nebeneinander zu vieler Reaktorlinien sowie eine übereilte Entwicklung und Inbetriebnahme einzelner Typen.
- Mitte der 1970er Jahre hatte sich die technische Entwicklung stabilisiert, der öffentliche Konsens schwand jedoch schnell.

Radkau erklärte 1984, dass der Begriff der Reaktorsicherheit sehr stark auf die betriebswirtschaftliche „Verfügbarkeit“ (availability) und „Zuverlässigkeit“ (reliability) eingeschränkt sei. Die „Reaktorunsicherheit“ (GAU) werde bürokratisch auf dem Papier zurechtgestutzt und es gebe keine „Sicherheits-Skala“. Dies hat sich in den darauf folgenden Jahren stark gewandelt, beispielsweise mit der Einführung der INES-Skala im Jahr 1990, so dass die Ansichten Radkaus als stark veraltet gelten können. Auch die INES-Skala ist nicht ohne Kritik geblieben, so ist sie dimensionslos und ordnet Ereignisse mit schwererer Vergleichbarkeit relativ breit und teilweise willkürlich gefassten Grenzen zu. Auch ist der Skala nicht zu entnehmen, dass die beiden bisher einzigen Vorfälle des INES Level 7 (Fukushima und Tschernobyl) erhebliche Unterschiede in Bezug auf direkte Todesfälle in unmittelbarer Folge des Unfalls (mehrere Dutzend bei Tschernobyl – keine bei Fukushima), Menge freigesetzter Radionuklide (bei Tschernobyl etwa eine Größenordnung mehr als bei Fukushima) und Fläche der stärker als beispielsweise der Strand von Guarapari kontaminierten Landstriche aufweisen.
Beruhend auf der medialen Berichterstattung über seltene, aber spektakuläre, Unfälle konstatieren Experten eine verzerrte Wahrnehmung der realen Gefahren nuklearer Störfälle. Da der Effekt geringer Dosen ionisierender Strahlung prinzipiell nicht bewiesen werden kann (die Hintergrundstrahlung ist zumeist um Größenordnungen höher als der Effekt einzelner Ereignisse), gibt es aber sogar in der akademischen Literatur erheblich divergierende Auffassungen bzgl. der Opferzahlen infolge der Freisetzung radioaktiver Strahlung. Es ist quasi unmöglich, einen einzelnen Krebsfall mit irgendeiner konkreten Ursache in Verbindung zu bringen und über die gesamte Gesellschaft sind die Störgrößen erheblich. Auch in „konventionellen“ Kraftwerken gibt es regelmäßig Un- und Störfälle, welche, würden sie in einem Kernkraftwerk auftreten, meldepflichtige Ereignisse wären. Diese finden jedoch zumeist nicht die Beachtung, welche Ereignisse in Kernkraftwerken finden, welche die Sicherheit in keiner Weise beeinträchtigen.

## Herausragende Unfälle
In der Geschichte der Kernenergienutzung ragen die Ereignisse von Kyschtym (Majak, 1957), Windscale/Sellafield (1957), Three Mile Island (Harrisburg, 1979), Tschernobyl (1986) und Fukushima-Daiichi (2011) heraus.

### Three Mile Island
Am 28. März 1979 ereignete sich im Three Mile Island-Kernkraftwerk in Pennsylvania, USA, ein schwerer Unfall. Ein Ausfall von Kühlpumpen führte zu einer teilweisen Kernschmelze, bei der ein erheblicher Teil des Reaktorkerns beschädigt wurde. Radioaktiver Dampf und Wasser entwichen in die Umwelt, was zu einer Kontamination führte. Schwangere und Familien mit kleinen Kindern wurden aufgefordert, die Umgebung des Kraftwerks zu verlassen, und zwischen 140.000 und 200.000 Personen verliessen grossteils freiwillig das Gebiet. Die gesundheitlichen Auswirkungen des Unfalls sind umstritten. Während die US-Atomregulierungsbehörde die Strahlung als zu gering ansah, um Schäden bei Menschen zu verursachen, gab es Studien, die einen Zusammenhang zwischen dem Unfall und Fällen von Blutkrebs und Schilddrüsenkrebs nahelegten.
Die Aufräum- und Reinigungsarbeiten dauerten über zehn Jahre und kosteten etwa eine Milliarde US-Dollar.

### Tschernobyl
Die Explosion im Tschernobyl-Kernkraftwerk in der Nacht zum 26. April 1986 war der bisher schwerste Atomunfall. Der Unfall wurde durch einen fehlgeschlagenen Test ausgelöst, der dazu führte, dass der Reaktor explodierte und große Mengen radioaktiven Materials freisetzte. Das Ereignis wurde als Stufe 7 auf der INES-Bewertungsskala eingestuft.
Die Auswirkungen des Unfalls waren verheerend, mit einer späten Evakuierung der betroffenen Bevölkerung und der Mobilisierung von Hunderttausenden von Helfern, um die Katastrophe einzudämmen. Radioaktive Isotope wurden durch Wind und Regen in weiten Teilen Europas verteilt, was zu langfristigen Auswirkungen auf Mensch und Umwelt führte.
Die genaue Zahl der Opfer und Langzeitfolgen ist umstritten.

### Fukushima
Die Nuklearkatastrophe von Fukushima ereignete sich nach dem Tōhoku-Erdbeben und Tsunami am 11. März 2011 in Japan. Es kam zu Kernschmelzen in drei Reaktorblöcken, und große Mengen Radioaktivität wurden freigesetzt. Etwa 150.000 Menschen wurden evakuiert, und es gab Todesfälle infolge der Evakuierung.
Die gesundheitliche Gefahr für die Bevölkerung durch Strahlenbelastung wurde als gering eingestuft. Die Ereignisse wurden auf der höchsten Stufe 7 der Bewertungsskala für nukleare Ereignisse eingestuft. Das Kraftwerk wurde aufgegeben, und der Rückbau wird mehrere Jahrzehnte dauern.
Die Katastrophe führte zu globaler Skepsis gegenüber der Kernenergie, und mehrere Länder passten ihre Kernenergiepolitik an.

### Fachartikel
- H. W. Lewis u. a.: Report to the American Physical Society by the study group on light-water reactor safety. In: Reviews of Modern Physics. Band 47, S1, 1. Januar 1975, S. S1–S123, doi:10.1103/RevModPhys.47.S1 (englisch).
- John R. Lamarsh: SAFETY CONSIDERATIONS IN THE DESIGN AND OPERATION OF LIGHT WATER NUCLEAR POWER PLANTS. In: Annals of the New York Academy of Sciences. Band 365, Nr. 1, April 1981, S. 13, doi:10.1111/j.1749-6632.1981.tb18112.x (englisch).
- Stefan Hirschberg, Peter Burgherr, Gerard Spiekerman, Roberto Dones: Severe accidents in the energy sector: comparative perspective. In: Journal of Hazardous Materials. Band 111, Nr. 1–3, Juli 2004, S. 57–65, doi:10.1016/j.jhazmat.2004.02.009.
- Ross Peel, Sukesh K. Aghara: Nuclear Security for Next-Generation Reactors. In: Christopher Hobbs, Sarah Tzinieris, Sukesh K. Aghara (Hrsg.): The Oxford Handbook of Nuclear Security. 1. Auflage. Oxford University Press, 2023, ISBN 978-0-19-284793-5, S. C31S1-C31N53, doi:10.1093/oxfordhb/9780192847935.013.31 (englisch).

### Fachbücher
- Günter Kessler, Anke Veser, Franz-Hermann Schlüter, Wolfgang Raskob, Claudia Landman, Jürgen Päsler-Sauer: Sicherheit von Leichtwasserreaktoren: Risiken der Nukleartechnologie. Springer Berlin Heidelberg, Berlin, Heidelberg 2012, ISBN 978-3-642-28380-2, doi:10.1007/978-3-642-28381-9.
- Paul Laufs: Reaktorsicherheit für Leistungskernkraftwerke 1. Springer Berlin Heidelberg, Berlin, Heidelberg 2018, ISBN 978-3-662-53452-6, doi:10.1007/978-3-662-53453-3.
- Paul Laufs: Reaktorsicherheit für Leistungskernkraftwerke 2. Springer Berlin Heidelberg, Berlin, Heidelberg 2018, ISBN 978-3-662-54163-0, doi:10.1007/978-3-662-54164-7.
- IAEA: Die Broschüre IAEA Safety Standards der IAEA gibt eine Übersicht (Stand 2018) über alle Sicherheits-relevanten Publikationen mit Zusammenfassung, ISBN, Preis usw.
- Gianni Petrangeli: Nuclear safety. 2. Auflage. Butterworth-Heinemann, Oxford [England] ; Cambridge, MA 2020, ISBN 978-0-12-818326-7 (englisch).
- Anna-Maria Teperi, Nadezhda Gotcheva (Hrsg.): Human Factors in the Nuclear Industry (= Woodhead Publishing series in energy). Woodhead Publishing, an imprint of Elsevier, Duxford, United Kingdom 2021, ISBN 978-0-08-102845-2 (englisch).
- Jean Couturier: Elements of Nuclear Safety – Pressurized Water Reactors (= IRSN). EDP Sciences, Les Ulis 2022, ISBN 978-2-7598-2722-0 (englisch, edp-open.org – Open Access und über 1000 Seiten).

### Ältere Werke
- D. von Haebler: Design of KWU LWR safety systems. In: International Conference on Nuclear Power and its Fuel Cycle. International Atomic Energy Agency (IAEA), Salzburg, Austria 1977 (englisch, iaea.org).
- F. R. Farmer (Hrsg.): Nuclear Reactor Safety (= V. L. Parsegian [Hrsg.]: Nuclear Science and Technology Series). Academic Press, New York 1977, ISBN 978-0-12-249350-8 (englisch, archive.org [abgerufen am 23. Juli 2023]).
- David Okrent: Nuclear Reactor Safety: On the History of the Regulatory Process. University of Wisconsin Press, Madison, Wisconsin 1981, ISBN 978-0-299-08350-2 (englisch, archive.org [abgerufen am 23. Juli 2023]).

### Sachbücher
- Serge Marguet: A Brief History of Nuclear Reactor Accidents: From Leipzig to Fukushima. Springer International Publishing, Cham 2022, ISBN 978-3-03110499-2, doi:10.1007/978-3-031-10500-5 (englisch).

### Ältere Weblinks
- Kernkraftwerke in Deutschland – Meldepflichtige Ereignisse seit Inbetriebnahme der einzelnen deutschen Kernkraftwerke (Bundesamt für Strahlenschutz), Stand 13. April 2015 (Memento vom 25. April 2015 im Internet Archive). Stand 2023 nicht mehr verfügbar. Siehe auch: Atomrechtliche Sicherheitsbeauftragten- und Meldeverordnung
- Das „Glossar Strahlenschutz“ des FZ Jülich (Archiviert, Stand ca. 2016)